# Kristján Arason
Kristján Arason, islandski rokometaš, * 23. julij 1961.
Leta 1984 je na poletnih olimpijskih igrah v Los Angelesu v sestavi islandske rokometne reprezentance osvojil 6. mesto.